# Mikołaj Stoiński
Mikołaj Stoiński (Stojeński) herbu Janina (zm. w 1654 roku) – pisarz ziemski lubelski w latach 1626–1654, marszałek sejmików województwa lubelskiego w 1628 i 1632 roku.
Był elektorem Władysława IV Wazy z województwa lubelskiego w 1632 roku. Jako poseł województwa lubelskiego na sejm elekcyjny 1632 roku wszedł w skład komisji korektury prawa koronnego. 